# Ikarus-Zemun IK110P
Ikarus-Zemun IK 110P – wysokopodłogowy, autobus podmiejski, montowany w latach 1982–1983 przez Jelczańskie Zakłady Samochodowe na bazie podwozi i nadwozi jugosłowiańskiego przedsiębiorstwa Ikarus-Zemun. Powstało 20 egzemplarzy. Autobus ten jest jednoczłonową wersją Ikarusa-Zemuna IK160P.

## Historia

### Geneza
Wiosną 1972 produkujące wcześniej tylko samoloty jugosłowiańskie przedsiębiorstwo Ikarus-Zemun postanowiło rozszerzyć swoją działalność o produkcję autobusów. W tym samym czasie władze Polskiej Rzeczypospolitej Ludowej podjęły decyzję o unowocześnieniu taboru komunikacji miejskiej oraz o rozbudowie sieci miejskich. Początkowo jednak potrzebny był tylko tabor dużej pojemności (11-12 metrowy). W wyniku kooperacji polsko-francuskiej powstał 12-metrowy autobus Jelcz PR110 wyposażony w trzy pary drzwi. Pojazdy te były wykonywane w 50% z części sprowadzanych z Francji.
Kryzys lat 80. XX w. spowodował, iż władze PRL nie miały walut obcych na zakup części do tych pojazdów. Sprowadzane z zagranicy części do jednego autobusu według cen z początku 1984 kosztowały 2000 dolarów amerykańskich. Jelczańskie Zakłady Samochodowe pilnie szukały zamienników na krajowym rynku, gdyż w przeciwnym wypadku groziły przestoje w produkcji. Jednakże mimo że nie udało się zakupić tych części w polskich fabrykach produkcja nie została przerwana. Dodatkowym problemem były moce przerobowe fabryki silników WSK Mielec. Wytwórnia ta mogła produkować maksymalnie 1000 silników rocznie. W 1981 podpisano polsko-jugosłowiańską umowę handlową, w ramach której współpracę rozpoczęły Jelcz i jugosłowiański TAM.
Dodatkowo brakowało autobusów wysokopojemnych służących do obsługi połączeń podmiejskich charakteryzujących się dużymi potokami pasażerskim. Z tego względu podpisano aneks do polsko-jugosłowiańskiej umowy handlowej na dostawy komponentów do autobusów Ikarus Zemun IK160. Pojazdy produkowane w Polsce dla odróżnienia zostały oznaczone dodatkową literą P (podobnie jak produkowane przez FSO Fiaty (np. Fiat 127p)). W ramach tej umowy zakupiono również krótką 20 pojazdową serię Ikarusów IK110P, będących jednoczłonową wersją IK160P.

### Produkcja
Pierwsze komponenty zostały wysłane do fabryki w Jelczu w grudniu 1982.
Nadwozia i podwozia pojazdów produkowane były w jugosłowiańskiej fabryce z Zemun w Belgradzie. W Jugosławii również dokonywano montażu polskiego układu napędowego. Fabryka w Jelczu-Laskowicach dokonywała końcowego wykończenia autobusu, polegającego między innymi na montażu siedzeń (identyczne jak w PR110), poręczy oraz innych elementów wnętrza.
Ostatecznie ze względu na dostarczanie przez krajowy przemysł autobusów o zbliżonych parametrach zdecydowano się tylko na produkcję pierwszej partii 20 sztuk. Po czym kontynuowano tylko produkcję autobusów przegubowych

### Eksploatacja
Autobusy podobnie jak Ikarusy-Zemuny IK160P trafiły do przedsiębiorstw PKS.

## Konstrukcja
Z racji tego, że autobus był jednoczłonową wersją IK160P, opis zawiera elementy wspólne z wersją przegubową.

### Podwozie

#### Układ napędowy
Autobus był napędzany polskim silnikiem wysokoprężnym. Umiejscowiony był on pod podłogą pomiędzy pierwszą a drugą osią. Napęd przenosiła, również wyprodukowana w Polsce, skrzynia biegów z FSP Polmo Tczew.

#### Zawieszenie i układ hamulcowy
Autobus wyposażono w osie produkowane przez węgierską Rabę: oś przednia – RABA-IKARUS V039.32.140, tylna – RABA 018.15-3300 Na wszystkich osiach zastosowano hamulce bębnowe. Autobus wyposażono w dwa systemy hamulcowe; roboczy z regulowaną siłą hamowania oraz postojowy. Autobus miał ogumienie 11 R20.

### Nadwozie

#### Kratownica i karoseria
Pudło było wykonane w technologii typowej dla autobusów. Rama miała konstrukcję kratownicowo-podłużnicową. W odróżnieniu od jugosłowiańskiego oryginału dokonano kilku nieznacznych zmian. Część rozwiązań zostało później wykorzystane w konstrukcji pudła do Jelcza M11.

#### Drzwi
Autobus wyposażony był w drzwi w układzie 2-0-2. Drzwi były dwuskrzydłowe otwierane do wewnątrz Drzwi pochodziły z oryginalnego IK160 i były kopią rozwiązań niemieckich. Identyczne drzwi były montowane w MAN-ach SG192 i Mercedesach O305.

#### Siedzenia
Zemuny produkowane w Polsce wyposażone były w siedzenia identyczne jak w polskich Berlietach i Jelczach montowanych w Jelczu w tamtym okresie. Siedzenia były typu miękkiego, pokryte skóropodobnym tworzywem (skaj), a w środku wyściełane gąbką.

#### Instalacja elektryczna i oświetlenie
W autobusach Ikarus-Zemun IK110P w przeciwieństwie do IK110 zostały założone przednie światła pochodzące z Jelcza PR110.